# Finale du Championnat d'Europe de football 2004
Cet article présente la finale du championnat d'Europe 2004 opposant le Portugal pays organisateur, et favori de la rencontre, à la Grèce, qui dispute seulement sa seconde phase finale de championnat d'Europe.

## Avant-match
Avant le tournoi, les deux sélections s'étaient déjà rencontré dix fois, la Grèce avait remporté deux matchs, le Portugal quatre. La dernière rencontre avant le tournoi s'était soldée par un match nul (1-1) le 15 novembre 2003 au Stade municipal d'Aveiro. Les Grecs avaient ouvert le score en début de seconde période, par l'intermédiaire de Vasílios Lákis, avant que Pauleta n'égalise à l'heure de jeu.  
Cette édition voit la quatrième participation portugaise à une phase finale de championnat d'Europe, le Portugal a atteint deux fois les demi-finales (en 1984 et 2000). Les Hellènes quant à eux disputent leur seconde phase finale de championnat d'Europe. Lors de son unique participation en 1980 (Euro à 8 équipes), la Grèce s'était classée dernière de son groupe avec un nul et deux défaites. 

## Parcours des équipes
Les deux finalistes présentent la particularité d'avoir joué non seulement dans le même groupe au premier tour, mais aussi d'avoir disputé le match d'ouverture de la compétition l'un contre l'autre. Lors de ce premier match la Grèce crée la surprise en battant le favori portugais devant son public, 1-2, grâce à des buts de Karagoúnis et Basinás.

### Portugal
Après une entame ratée, le Portugal se relance au cours de la seconde rencontre face à la Russie (2-0). Lors de la dernière journée le Portugal est dans l'obligation de gagner le match décisif contre l'Espagne pour se qualifier. Il s'impose 1-0 face à son voisin et rival espagnol et, profitant du faux-pas de la Grèce, termine même en tête du groupe.  
En quart de finale, le Portugal est opposé à l'Angleterre. Rapidement mené à la suite de l'ouverture du score de Michael Owen, le Portugal court après le score tout le match avant de revenir à la hauteur de son adversaire grâce à Hélder Postiga. En prolongation, le Portugal prend l'avantage à dix minutes du terme grâce à Rui Costa, mais les Anglais égalisent cinq minutes plus tard par l'intermédiaire de Frank Lampard et le match s'achève sur le score de 2 à 2. Lors de la séance de tirs au but, David Beckham puis Rui Costa manquent leur tir au but respectif. Ricardo, le gardien portugais, arrête à mains nues la frappe de Darius Vassell, le septième tireur anglais, avant de réussir le tir au but suivant, plongeant momentanément une nation dans l'euphorie.  
En demi-finale, le Portugal affronte les Pays-Bas. Le Portugal prend l’avantage par l'intermédiaire de Ronaldo puis double la mise par Maniche peu avant l'heure de jeu. Les Néerlandais réduisent l'écart à la suite du but contre son camp du défenseur portugais Andrade, les Portugais résistent et se qualifient pour leur première finale de championnat d'Europe.

### Grèce
Victorieuse du pays hôte en match d'ouverture, la sélection grecque doit se contenter du match nul 1-1 contre l'Espagne en deuxième journée. La Grèce aborde la troisième journée en position très favorable pour se qualifier, mais se fait des frayeurs en s'inclinant contre la Russie sur le score de deux buts à un et s'en remet alors au résultat de l'autre match. À égalité de points et de différence de buts avec l'Espagne, la Grèce doit sa qualification de justesse pour les quarts de finale grâce au nombre de buts marqués. 
En quart de finale, la Grèce rencontre la France tenante du titre, elle s'impose contre le cours du jeu par la plus petite des marges grâce au but de son avant-centre Ángelos Charistéas.
En demi-finale, les Grecs jouent contre un autre favori pour le titre européen, la Tchéquie qui est à son tour écartée. Les Grecs gagnent de nouveau 1-0, grâce au but en argent de Traïanós Déllas à la 105e minute.
|   | Équipe   | Pts | J | G | N | P | BP | BC | +/- |
| - | -------- | --- | - | - | - | - | -- | -- | --- |
| 1 | Portugal | 6   | 3 | 2 | 0 | 1 | 4  | 2  | +2  |
| 2 | Grèce    | 4   | 3 | 1 | 1 | 1 | 4  | 4  | 0   |
| 3 | Espagne  | 4   | 3 | 1 | 1 | 1 | 2  | 2  | 0   |
| 4 | Russie   | 3   | 3 | 1 | 0 | 2 | 2  | 4  | −2  |

|   | Équipe   | Pts | J | G | N | P | BP | BC | +/- |
| - | -------- | --- | - | - | - | - | -- | -- | --- |
| 1 | Portugal | 6   | 3 | 2 | 0 | 1 | 4  | 2  | +2  |
| 2 | Grèce    | 4   | 3 | 1 | 1 | 1 | 4  | 4  | 0   |
| 3 | Espagne  | 4   | 3 | 1 | 1 | 1 | 2  | 2  | 0   |
| 4 | Russie   | 3   | 3 | 1 | 0 | 2 | 2  | 4  | −2  |

## Portugal - Grèce
| 4 juillet 2004 | Portugal | 0 – 1 | Grèce                     | Estádio da Luz, Lisbonne                                 |                                                          |
| 20:45 CEST     |          |       | 57e Charisteas (Basinas ) | Spectateurs : 62 865 Arbitrage : Markus Merk (Allemagne) | Spectateurs : 62 865 Arbitrage : Markus Merk (Allemagne) |
| 20:45 CEST     | (Report) |       |                           | Spectateurs : 62 865 Arbitrage : Markus Merk (Allemagne) | Spectateurs : 62 865 Arbitrage : Markus Merk (Allemagne) |

| Portugal | Grèce |

| PORTUGAL :          |    |                   |       |     |
|                     |    |                   |       |     |
| GK                  | 1  | Ricardo           |       |     |
| RB                  | 13 | Miguel            |       | 43e |
| CB                  | 16 | Ricardo Carvalho  |       |     |
| CB                  | 4  | Jorge Andrade     |       |     |
| LB                  | 14 | Nuno Valente      | 90+3e |     |
| CM                  | 6  | Costinha          | 12e   | 60e |
| CM                  | 18 | Maniche           |       |     |
| RW                  | 7  | Luís Figo (c)     |       |     |
| AM                  | 20 | Deco              |       |     |
| LW                  | 17 | Cristiano Ronaldo |       |     |
| CF                  | 9  | Pauleta           |       | 74e |
| Remplacements :     |    |                   |       |     |
| DF                  | 2  | Paulo Ferreira    |       | 43e |
| MF                  | 10 | Rui Costa         |       | 60e |
| FW                  | 21 | Nuno Gomes        |       | 74e |
| Entraîneur :        |    |                   |       |     |
| Luiz Felipe Scolari |    |                   |       |     |

| GRECE:          |    |                         |       |     |
|                 |    |                         |       |     |
| GK              | 1  | Antónios Nikopolídis    |       |     |
| RB              | 2  | Giourkas Seitaridis     | 63e   |     |
| CB              | 5  | Traianos Dellas         |       |     |
| CB              | 19 | Michalis Kapsis         |       |     |
| LB              | 14 | Takis Fyssas            | 67e   |     |
| RM              | 8  | Stelios Giannakopoulos  |       | 76e |
| CM              | 6  | Angelos Basinas         | 45+2e |     |
| CM              | 7  | Theodoros Zagorakis (c) |       |     |
| LM              | 21 | Kóstas Katsouránis      |       |     |
| CF              | 9  | Angelos Charisteas      |       |     |
| CF              | 15 | Zisis Vryzas            |       | 81e |
| Remplacements : |    |                         |       |     |
| DF              | 3  | Stelios Venetidis       |       | 76e |
| FW              | 22 | Dimitrios Papadopoulos  | 85e   | 81e |
| Entraîneur :    |    |                         |       |     |
| Otto Rehhagel   |    |                         |       |     |

| Homme du match : Theodoros Zagorakis Arbitres assistants : Christian Schräer Jan-Hendrik Salver Quatrième arbitre : Anders Frisk |

## Statistiques
|                      | Portugal | Grèce |
| Possession du ballon | 58%      | 42%   |
| Tirs cadrés          | 5        | 1     |
| Total tirs           | 17       | 4     |
| Fautes commises      | 18       | 19    |
| Corners obtenus      | 10       | 1     |
| Hors-jeu             | 4        | 3     |
| Cartons jaunes       | 2        | 4     |
| Cartons rouges       | 0        | 0     |